# Horlacea
Horlacea (węg. Jákótelke) – wieś w Rumunii, w okręgu Kluż, w gminie Sâncraiu. W 2011 roku liczyła 146 mieszkańców.